# Tenjo
Tenjo es uno de los 116 municipios del departamento de Cundinamarca (Colombia). Se encuentra ubicado en la provincia Sabana Centro a 28 km de Bogotá. Hace parte del Área metropolitana de Bogotá y del Altiplano Cundiboyacense.

## Toponimia

### Origen lingüístico[3]
- Familia lingüística: Chibcha
- Lengua: Muysccubun

### Significado
Según el diccionario de Acosta Ortegón, el topónimo «Tenjo», en muysc cubun (lengua muisca) significa «en el boquerón,». Sin embargo, existen dudas sobre esta interpretación, dado que allí no hay boquerón sino un valle angosto entre dos altas serranías, que al sur le dan salida a la Sabana de Bogotá por la parte de Chitasuga y al norte el boquerón de Tiquiza sobre el río Chicú.
Tenjo presenta los vocablos te-teib-tei "boquerón, grieta, apertura en la tierra de forma alargada y redondeada como una boca", n "en, de", jo-joc-hoc "el, ella".

### Origen / Motivación
Tenjo era el nombre con el que se conoció el territorio a la llegada de los conquistadores europeos y estuvo habitado por los indígenas Muyscas, el cual describieron como un lugar con relieve accidentado.

### Nombres históricos
- Santiago de Tenjo (siglo XVI)

## Historia
En la actual vereda La Punta de Tenjo, se encontraba la ciudad más importante del pueblo muisca, uno de los grupos indígenas más avanzados que encontraron los españoles a su llegada a América.
Tenjo fue fundado por Diego Gómez de Mena el 8 de abril de 1603 en el sitio actual. El 7 de mayo del mismo, los comuneros Juan de Vera, Cristóbal Gómez de Silva, Juan de Orejuela y Juan de Artieda, contrataron al albañil Alonso Serrano Hernández para la construcción de la iglesia del pueblo. El 28 de julio de 1637 se informó que la iglesia estaba terminada pero faltaba blanquearla, obra que se terminó el 17 de agosto de 1645.
El 9 de marzo de 1639 llegó de visita el oidor Gabriel de Carvajal y juntó 289 indígenas; en 1778 había 983 indígenas y según los registros parroquiales del cura Rafael López del Pulgar los vecinos eran 1.009 en 211 familias. 
Actualmente basa su economía en la agricultura, ganadería, industria y turismo, y por su cercanía con la ciudad de Bogotá se está convirtiendo en una ciudad dormitorio. Dentro del municipio se han establecido varios colegios que integran población estudiantil de la capital.

## Geografía

### Límites municipales
| Noroeste: Subachoque | Norte: Tabio | Nordeste: Chía |
| Oeste: Subachoque    |              | Este: Chía     |
| Suroeste: Madrid     | Sur: Funza   | Sureste: Cota  |

### División Político-Administrativa
Aparte de su Cabecera municipal, tiene bajo su jurisdicción los siguientes centros poblados: Cascajera, El Palmar, Gratamira, Juaica, La Punta, Los Catadi, Los Pinos, Pan de Azúcar y Zoque.

### Veredas
Además, el municipio está compuesto con las siguientes veredas: Poveda I y II, Chincé, Guangatá, Martín y Espino, Chucua, El Chacal, Jacalito, Carrasquilla, El Estanco, Chitasuga, Churuguaco, Santa Cruz, La Punta (Zona industrial), y Juaica.

## Movilidad
A Tenjo se accede por la Ruta Nacional 50 desde Bogotá (Avenida Calle 80) y desde Mosquera-Funza por la Perimetral de Occidente hasta el sector de Siberia en Cota. También se puede acceder desde Chía por Fonquetá atravesando el Cerro la Valvanera y la vía secundaria desde Zipaquirá y Cajicá. Por el vecino municipio de Tabio se accede a Subachoque. Desde Facatativá y Madrid se pueden hacerlo por las vías rurales hasta El Rosal y Puente de Piedra hasta la ruta nacional mencionada.

## Turismo

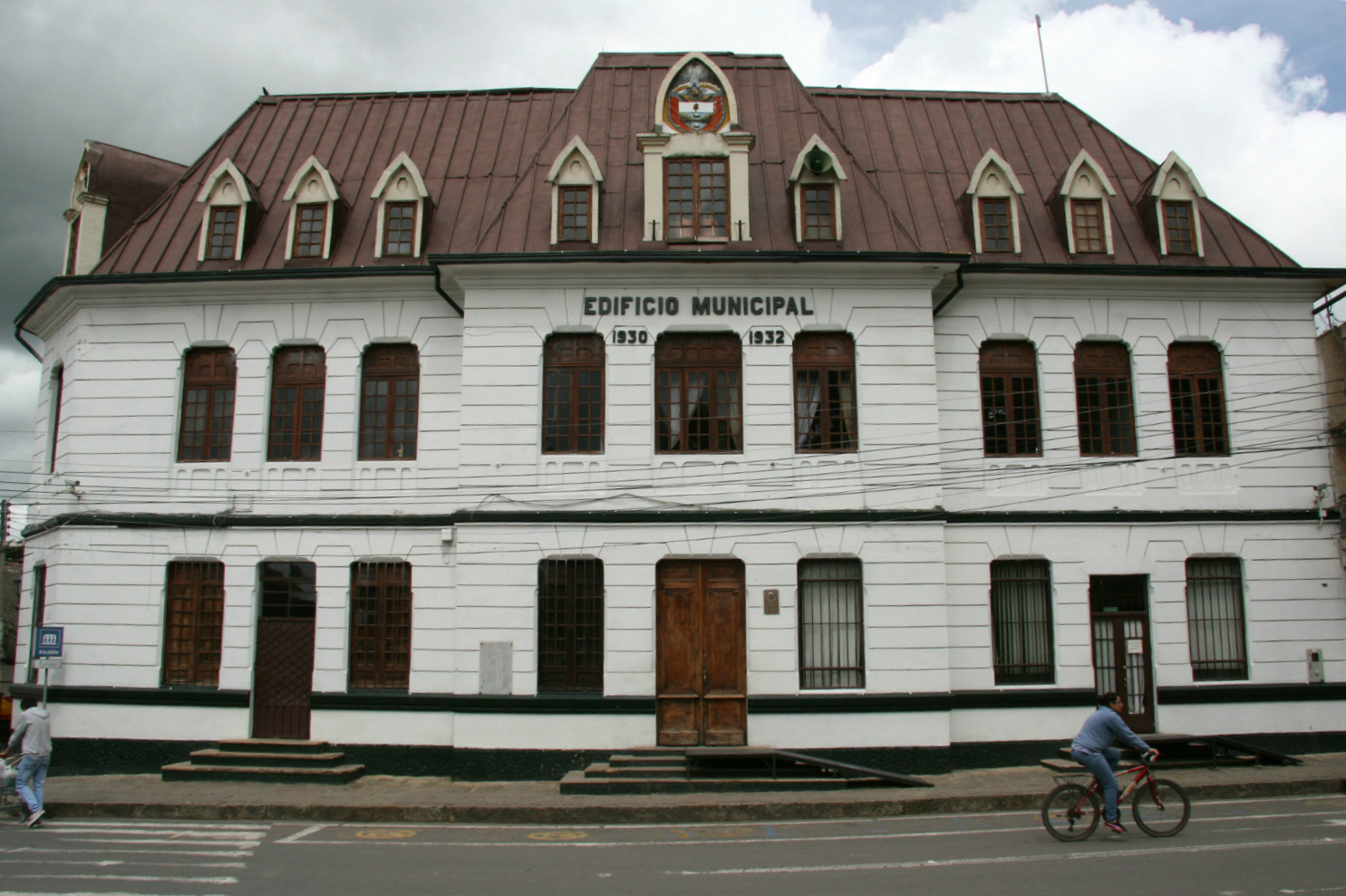
Edificio Municipal de Tenjo.

Un lugar sobresaliente de Tenjo es la Peña de Juaica, la cual se encuentra ubicada entre los municipios de Tenjo, Tabio y Subachoque ya que es un sitio frecuentado por turistas debido a los mitos y leyendas muiscas que se desarrollan allí, a la vista que desde allí se tiene de la Sabana de Bogotá y a los rumores de avistamientos de ovnis.
- Parque Principal
- Templo Colonial, actual Museo Arqueológico Cardenal Luque
- Restos del Santuario Muysca
- Sendero Ecoturístico Las Cuevas: Piedras o Mesas de Trabajo de 15 y 20 metros ubicadas en la montaña de Tenjo
- Piedras Las Petacas (Petroglifos)
- Casa de la Cultura
- Casa Chitasugá artesanías: es la casa donde se rescatan los oficios ancestrales, el hilado en la rueca, el tejido en los telares, el torneado artístico en madera con sus obras originales de gran calidad que transmiten nuestra identidad muisca, pintura al óleo, escultura, forja artística, en un ambiente agradable de la casa que tiene una antigüedad de más de cuatro siglos ubicada en el centro histórico
- Cerro Pan de Azúcar, Vereda Chince
- Edificio Municipal ( edificación de estilo republicano)
- Fuchugo de Las Niguas ( Días domingos)
- Parque Faunaticos
- Restaurante La Granja
- Delicias de Tenjo

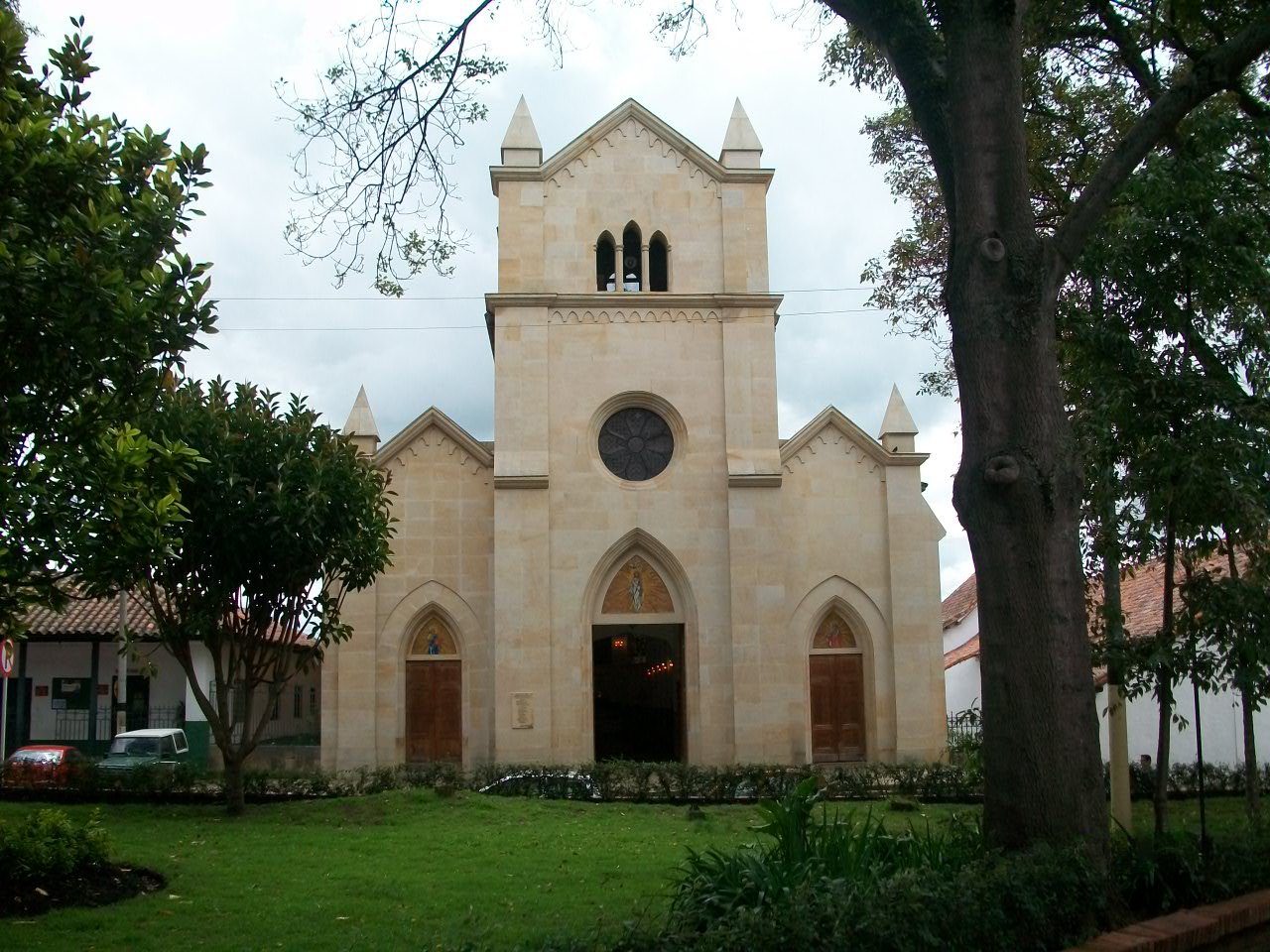
Iglesia parroquial de Tenjo.

En Hospedaje, ofrece un lugar muy atractivo llamado en Nodo Glamping and Camping, es un punto de unión de muchas de las actividades ecoturisticas del municipio, tales como senderismo, ciclo montañismo, avistamiento de aves, recorrido fotográfico, visita al orquidiario, granja temática  y muchos atractivos más.

### Santuario muisca
Es posible acceder a los restos del santuario indígena muisca a través de las piedras o mesas de trabajo de 15 y 20 metros que se encuentran en la montaña. En ellas permanecen los pictogramas que sirven de evidencia del legado dejado por los indígenas: las formas de uso en las piedras, las grutas, las guacas y los yacimientos de agua que aún existen.

## Servicios

### Instituciones de educación
- Institución Educativa Departamental Enrique Santos Montejo.
- Institución Educativa Departamental Carrasquilla
- Institución Educativa Departamental Valle De Tenjo (Sedes Secundaria El Chacal y Poveda II Media).
- Colegio Cardenal Luque
- Colegio Militar Caldas
- Colegio Militar Rafael Reyes
- Colegio San Rafael
- Colegio Nueva Granada
- Gimnasio Reino de Castilla
- Colegio Bilingüe Internacional Gimnasio Campestre Reino Británico
- Colegio FACE
- Colegio Friedrich Fröbel
- Gimnasio Entremontes (Liceo del Perpetuo Socorro)
- Gimnasio Santa Marta
- Seminario Bautista de Colombia
- Servicio Nacional de Aprendizaje SENA Subsede Tenjo
- Universidad Minuto de Dios subsede Enrique Santos

## Tenjanos ilustres
- Crisanto Luque Sánchez, Arzobispo de Bogotá y primer cardenal colombiano.
- Ana Sixta González de Cuadros, parlamentaria liberal que luchó por el derecho al voto de la mujer en Colombia. Falleció el 26 de noviembre de 1983 en un accidente aéreo en el Aeropuerto Madrid-Barajas del Vuelo 11 de Avianca.
- Ana Vicenta Gonzáles de Aguilera, Hacendada fundadora del municipio de El Rosal.

## Hermanamiento
- Las Gabias, España.[4] Una ciudad de 20.703 habitantes.

## Servicios públicos
- Energía Eléctrica: Enel, es la empresa prestadora del servicio de energía eléctrica.
- Gas Natural: Vanti es la empresa distribuidora y comercializadora de gas natural en el municipio.